# ジーン・ワイルダー
ジーン・ワイルダー（Gene Wilder、本名：Jerome Silberman〈ジェロム・シルバーマン〉、1933年6月11日 - 2016年8月28日）は、アメリカ合衆国ウィスコンシン州ミルウォーキー出身の俳優、映画監督。
三度の結婚歴があり、コメディ女優のギルダ・ラドナーは3番目の妻で、1989年に死別している。

## 経歴
ロシアからのユダヤ系移民の子として生まれる。
アイオワ大学では演劇を学び、アルファ・エプスロン・パイクラブに所属していた。 1955年に卒業し、英国のブリストル・オールド・ヴィック演劇学校で学ぶ。帰国後、徴兵され陸軍に入り、1956年から1958年にかけて衛生兵として訓練および軍務に就いた。
除隊後、ワイルダーはリムジンの運転手とフェンシングの教師を続けながら劇場での仕事を探した。オフ・ブロードウェイのショーからブロードウェイへ進出。1961年、ブロードウェイのショー『The Complaisant Lover』と『Roots』でClarence Derwent賞を受賞。1968年、映画『プロデューサーズ』でアカデミー賞助演男優賞にノミネートされる。
『プロデューサーズ』のメル・ブルックス監督とはその後もコンビを組み、『ブレージングサドル』『ヤング・フランケンシュタイン』などのブルックスの代表作で主演を務める。また、黒人コメディアンのリチャード・プライヤーともコンビを組み、『大陸横断超特急』『スター・クレイジー』『見ざる聞かざる目撃者』『詐欺師とウソつき患者』などで共演した。
その他の出演作品に、ロアルド・ダールの原作を映画化したカルト作『夢のチョコレート工場』、ユダヤ人牧師役として荒くれカウボーイ役のハリソン・フォードと共演した『フリスコ・キッド』などがある。
また、1975年の『新シャーロック・ホームズ おかしな弟の大冒険』以降は、自身の出演作の監督も行った。
2016年8月28日、アルツハイマー病の合併症によりコネチカット州スタンフォードの自宅で亡くなった。83歳没。

## 主な出演作品
- 俺たちに明日はない Bonnie and Clyde（1967）
- プロデューサーズ The Producers（1968）
- 004/アタック作戦 Start the Revolution Without Me（1970）
- 夢のチョコレート工場 Willy Wonka & the Chocolate Factory（1971）
- ウディ・アレンの誰でも知りたがっているくせにちょっと聞きにくいSEXのすべてについて教えましょう Everything You Always Wanted to Know About Sex * But Were Afraid to Ask（1972）
- ブレージングサドル Blazing Saddles（1974）
- 星の王子さま The Little Prince（1974）
- ヤング・フランケンシュタイン Young Frankenstein（1974）
- 新シャーロック・ホームズ おかしな弟の大冒険 The Adventure of Sherlock Holmes' Smarter Brother（1975） - 監督も兼
- 大陸横断超特急 Silver Streak（1976）
- 爆笑!世紀のスター誕生 The World's Greatest Lover（1977） - 監督も兼
- フリスコ・キッド The Frisco Kid（1979）
- サンデー・ラバーズ Sunday Lovers（1980） - 監督も兼
- スター・クレイジー Stir Crazy（1980）
- ハンキー・パンキー Hanky Panky（1982）
- ウーマン・イン・レッド The Woman in Red（1984） - 監督も兼
- 呪われたハネムーン Haunted Honeymoon（1986） - 監督も兼
- 見ざる聞かざる目撃者 See No Evil, Hear No Evil（1989）
- ベイビー、ウォンテッド! Funny About Love（1990）
- 詐欺師とウソつき患者(VHS題『ひと嘘ツイたら億万長者!』） Another You（1991）
- 不思議の国のアリス Alice In Wonderland（1999）